# Región Huetar Atlántica
La Región Huetar Atlántica es una región socioeconómica en la costa caribeña de  Costa Rica. Abarca en su totalidad la provincia de Limón, y un distrito del Sarapiquí, en la provincia de Heredia. Cuenta con una superficie de 9754,96 km². La ciudad más importante es Limón. 
Incluye los cantones de la provincia de Limón: Limón, Pococí, Siquirres, Talamanca, Matina y Guácimo. De la provincia de Heredia: Distrito Horquetas del Cantón de Sarapiquí.
Limita con Nicaragua al norte, con la Región Huetar Norte y la Región Central al oeste, al este con el Mar  Caribe, y al sur con Panamá.

## Aspectos Físicos
Sobresalen las llanuras, con características como: amplias hacia el norte de la zona, en donde se encuentran los canales de Tortuguero y más angostas en el sector sur.
En la zona montañosa sobresalen áreas de la Cordillera Volcánica Central y la Cordillera de Talamanca.

## Aspectos Sociales
Presenta reservas indígenas guatusos bajo jurisdicción del Estado. El desplazamiento de los indígenas a menudo es a caballo o a través de los ríos en pangas o canoas.
Presenta una fuerte migración de nicaragüenses, nacionalidad que ha definido en buena medida la demografía de esta región del país.

## Economía
- Sector Primario:
- Se desarrolla gracias a la agricultura (banano, maíz, cacao, palma, palmito, pejibaye, macadamia, raíces, tubérculos, entre otros.)
- Hay una fuerte actividad pesquera,
- Existe ganadería de engorde y de leche.

- Sector Secundario:
- La actividad agroindustrial se ha desarrollado en forma paralela con la actividad bananera.
- Se fabrican cajas de cartón en forma industrial para la exportación.
- En esta región se cuenta con la máxima compañía industrial del país: refinadora Costarricense de Petróleo (RECOPE).
- Sector Terciario:
- El transporte se ha desarrollado en forma conjunta con la actividad bananera.
- La infraestructura portuaria, constituye el 70% de las exportaciones e importaciones nacionales.
- Cuenta con todos los servicios básicos, destacándose el turismo y el comercio.

Según datos del Instituto Nacional de Estadísticas y Censos, el ingreso promedio por hogar fue de 693.042 colones mensuales en 2017 (aproximadamente US$1.216 mensuales). Mostró una disminución de -1,0% respecto al año 2016.